# 2-Bromopiridin
2-Bromopiridin je organsko jedinjenje sa formulom BrC5H4N. On je bezbojna tečnost koja se koristi kao intermedijar u organskoj sintezi. On se može pripremiti iz 2-aminopiridina putem diazotizacije i brominacije. 2-Bromopiridin reaguje sa butillitijumom i daje 2-litiopiridin, koji je svetrani reagens.